# カリブは最高!
カリブは最高!（英：Out to Sea）は、1997年6月2日にアメリカで公開された映画。日本ではビデオスルー。

## ストーリー
ギャンブル大好きのチャーリーは、義弟ハーブを誘いだし、未亡人から金を巻き上げようと企む。

## キャスト
- ハーブ・サリバン：ジャック・レモン
- チャーリー・ゴードン：ウォルター・マッソー
- リズ：ダイアン・キャノン
- ビビアン：グローリア・デ・ヘヴン
- ギル・ゴッドウィン：ブレント・スパイナー
- メイビス：エレイン・ストリッチ
- ジョナサン：ドナルド・オコナー
- カレン・カーズウェル：エドワード・マルヘアー

## スタッフ
- 監督:マーサ・クーリッジ
- 製作:ジョン・デイビス/デイビッド・T・フレンドリー
- 製作総指揮:バリー・バーグ/ディラン・セラーズ
- 脚本:ロバート・ネルソン・ヤコブス
- 撮影:ラホシュ・コルタイ,A.S.C